# Emanuel Mayers

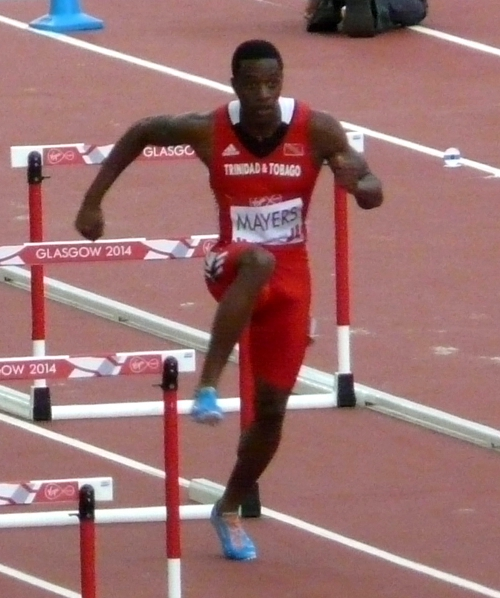
Emanuel Mayers bei den Commonwealth Games 2014

Emanuel Mayers (* 9. März 1989 in Lakewood, New Jersey, Vereinigte Staaten) ist ein Hürdenläufer aus Trinidad und Tobago, der sich auf die 400-Meter-Distanz spezialisiert hat und wegen seiner Sprintstärke auch in der 4-mal-400-Meter-Staffel eingesetzt wird.
2010 siegte er mit der Stafette aus Trinidad und Tobago bei den Zentralamerika- und Karibikspielen, und 2011 wurde er bei den Panamerikanischen Spielen in Guadalajara Sechster über 400 m Hürden.
Bei den Leichtathletik-Zentralamerika- und Karibikmeisterschaften 2013 triumphierte er über 400 m Hürden und im Staffelbewerb. 2014 schied er bei den Commonwealth Games in Glasgow über 400 m Hürden im Vorlauf aus.
Bei den Panamerikanischen Spielen 2015 scheiterte er über 400 m Hürden erneut in der Vorrunde, siegte aber mit der 4-mal-400-Meter-Stafette aus Trinidad und Tobago.
Emanuel Mayers studierte an der Mississippi State University.

## Persönliche Bestzeiten
- 400 m: 46,74 s, 17. April 2010, Auburn
- 400 m Hürden: 49,57 s, 22. Juni 2014, Port of Spain